# Link Quartet
I Link Quartet sono un gruppo musicale acid jazz italiano.

## Storia del gruppo
Nati nel 1993 a Piacenza da un'idea di Giulio Cardini (alias Mr. Link) alla chitarra, con la collaborazione di Riccardo "Ciack" Bergonzi alla batteria di Renzo Bassi al basso di Maurizio Girgenti alle tastiere, (sostituito alla fine degli anni novanta dall'hammondista Paolo Negri) e dal percussionista Antonio Bacciocchi (alias Tony Face) che diventerà batterista nel gruppo dopo l'uscita di Bergonzi.
Episode One è il primo album discografico della band, ed esce nel 2001 sotto l'etichetta spagnola Animal Records, al quale farà seguito Beat.it (Hammondbeat Records) l'anno successivo, che porterà una svolta allo stile musicale che verrà molto influenzato da sonorità rock and roll anni sessanta, prendendo spunto da gruppi come The Small Faces o Brian Auger. Il terzo album Italian Playboys esce il 2 novembre del 2004 (in Italia sotto la Record Kicks) portando la band in vari tour per l'Europa e negli States.
In questi anni i Link Quartet suonano sui principali palchi d'Europa come il “Bourges Festival” in Francia e l'"Euro Ye Ye” in Spagna, aprendo concerti di artisti internazionali come Manu Chao, James Taylor Quartet e Brian Auger, oltre che partecipare a numerose compilation dell'etichetta discografica Acid Jazz Records e ai programmi radiofonici inglesi di Craig Charles e Mark Radcliffe in onda sulla BBC1 e BBC2.
Nel 2009 tornano sulla scena musicale con l'aggiunta del chitarrista Marco Murtas, al posto di Giulio Cardini, e del batterista Alberto Maffi, al posto di Tony Face, presentando due nuovi singoli “Fast Girls & Sexy Cars” e “Drummore” preludio dell'imminente quarto album.

## Formazione

### Formazione attuale
- Paolo Negri - hammondista
- Renzo Bassi - basso
- Marco Murtas - chitarra
- Andrea Corti - batteria

### Ex componenti
- Antonio Bacciocchi - batteria
- Giulio Cardini - chitarra
- Alberto Maffi - batteria
- Maurizio Girgenti - tastiera
- Riccardo Bergonzi - batteria
- Monica Beghi - tenor sax

## Discografia

### Album in studio
- 2001 - Episode One
- 2002 - Beat.it
- 2004 - Italian Playboys
- 2011 - 4

### EP
- 2004 - Italian Playboys International
- 2006 - Decade
- 2009 - Fast Girls & Sexy Cars/Drummore